# フリホレス

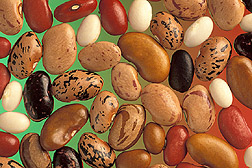
様々なフリホレス

フリホレス（スペイン語: frijoles）は、インゲンマメのことである。フリホレスは複数形で、単数形はフリホル (frijol)。アクセントの位置からフリホーレスとも音写される。フリフォーレスと音写されている事例もあるが、スペイン語綴りの "jo" は無声軟口蓋摩擦音であるので、正しくは「フォ」でも「ホ」でもない。
アメリカ英語でインゲンマメはキドニービーンズと呼ぶ。また、煮て潰した食品に英語でビーン・ディップ (bean dip) という訳をあてている。ただし、フリホレス・レフリトスをリフライド・ビーンズ (refried beans) としたのは、厳密には「2度炒めた豆」ではないので誤った英語直訳だが、用語として普及している。

## 各地のフリホレス

### メキシコとアメリカ合衆国

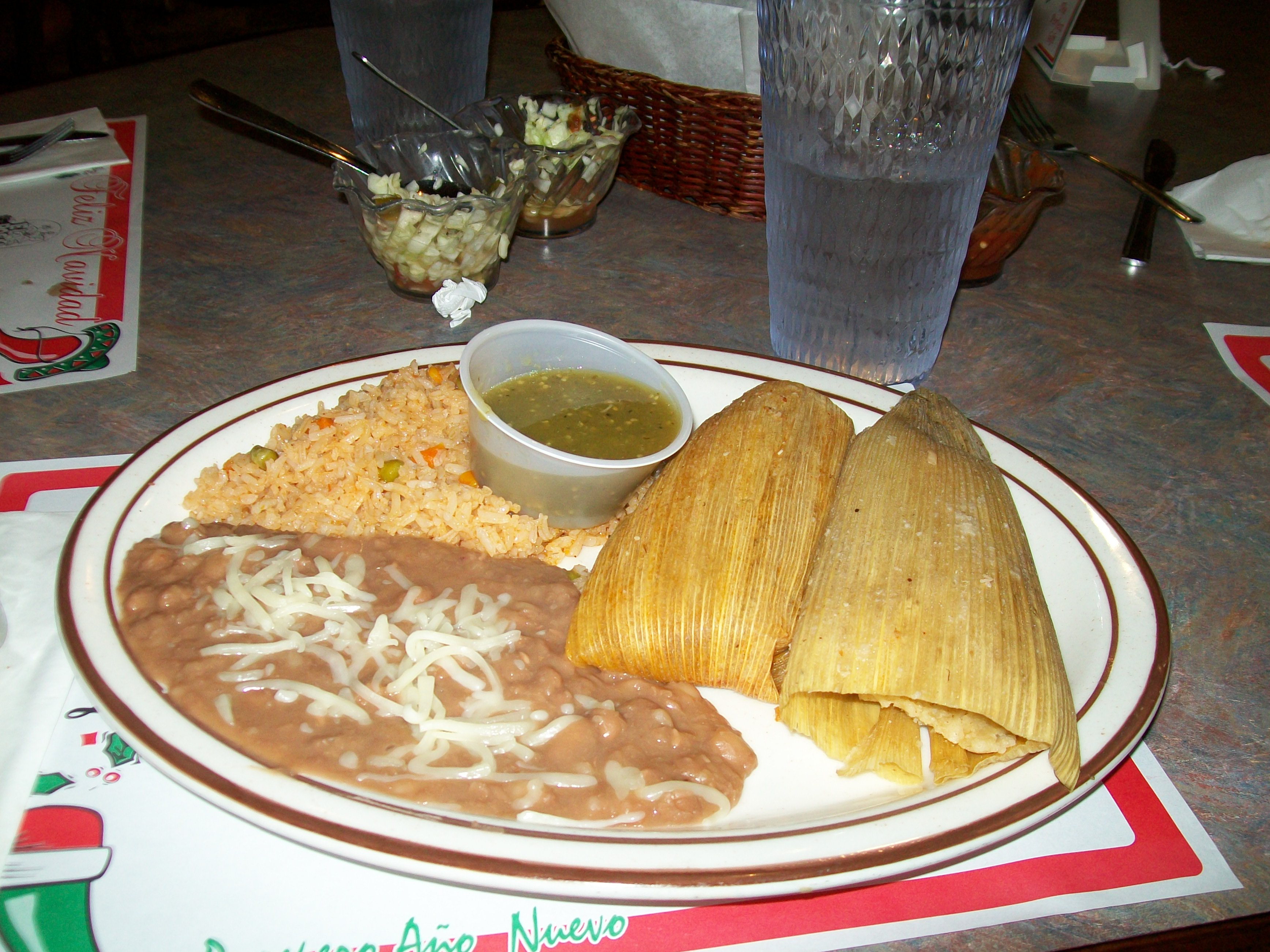
タマレス（右）とフリホレス（左）、カリフォルニア州

メキシコでは古来から、トウモロコシとインゲンマメが伝統的な主食作物であった。日本食において米を炊いた米飯と、大豆を原料とする味噌汁が最も基本的な食事の骨格を成すのと同様に、メキシコの伝統食では先スペイン期以来、トウモロコシから作った薄焼きパンであるトルティーヤと、インゲンマメ（主に赤または黒色の品種）を塩味で煮た食品、あるいはそれを潰してペースト状にしたものが最も基本的な食事の骨格を成してきた。そのため、メキシコ料理においてフリホレスと言えば、インゲンマメそのものを指すと同時に、インゲンマメを用いた塩味の煮豆（フリホレス・デ・オヤ frijoles de olla）、およびそれを潰して汁気がなくなるまで炒めた餡状のペースト（フリホレス・レフリトス frijoles refritos）をも指す。
フリホレス・レフリトスはテクス・メクス料理にも欠かせない。

### キューバ
キューバの食卓にも調理したインゲンマメはしばしば登場する。

### 日本
メキシコの調理文化に馴染みがないため、フリホレスと言えば上記の基本調理を施されたインゲンマメのうち、一般に後者のペースト状のものを指す。これは英語のビーン・ディップ (bean dip) に相当し、リフライド・ビーンズ (refried beans) はフリホレス・レフリトスの誤った英語直訳である。これを日本で作るには、虎豆やうずら豆などインゲンマメの品種を煮潰し、塩味の餡を油で炒めて水分を飛ばす要領で進める。煮豆をすり鉢やフォークで粗くペースト状にしたら、塩と刻みタマネギや唐辛子少々で味を調え、水分がなくなるまで少量の油で炒めればよい。

### ブラジル

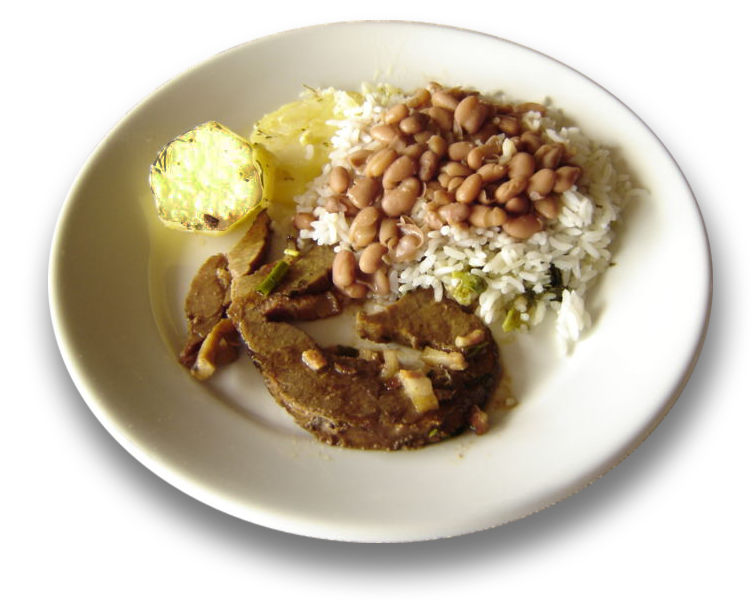
フェイジャンと飯、リオデジャネイロ州

ブラジルでは、フェイジャンあるいはフェイジョン (feijão) と呼ばれる。白米にかけて食べるのが一般的であり、また同国料理を代表するフェジョアーダでもふんだんに使われている。

### ホンジュラス
ホンジュラスでは、トルティージャ・イ・フリホーレスほかが食卓によく上る。

## フリホレスを用いた料理
巻き物の具にしたり、メインの脇に添えて供する。
- ウェボス・ランチェロス
- エンチラーダ
- タコス
- ナチョス
- ブリート

## 関連資料
発行年順。
- 『世界の豆料理』第1集、東京 : 日本豆類基金協会（編）、1971年。全国書誌番号:71006668。
- 池田光穂「メスティーソ村落農民の食生活 (一般教養)」『関西鍼灸短期大学年報』第6巻、関西鍼灸大学、1991年4月、45-61頁、ISSN 0912-9545、NAID 110001057974。
- 土谷三之助「海外情報 雑豆雑記帳(4)海外における豆料理 北米・中南米地域」日本特産農産物協会（編）『豆類時報』通号17、東京 : 日本豆類協会、1999年12月、54-59頁。国立国会図書館書誌ID b00006443874。
- 菊池裕子、吉田よし子「海外情報 南米の豆料理」日本特産農産物協会（編）『豆類時報』第31号、東京 : 日本豆類協会、2003年6月、46-53頁、図・巻頭1頁。
- 吉田真美, 高橋恵美, 後藤潔「世界の豆料理の15地域による特性」『日本調理科学会大会研究発表要旨集』創立40周年日本調理科学会平成19年度大会セッションID: 1A-a3、日本調理科学会、2007年、3-3頁、doi:10.11402/ajscs.19.0.3.0、NAID 130007011776。